# 카우 삼총사
《카우 삼총사》(영어: Home on the Range)는 월트 디즈니 피처 애니메이션이 제작한 2004년 미국 만화 영화이다.

## 줄거리
1889년, 미국 서부에서 수배 중인 소도둑 알라메다 슬림은 딕슨 목장의 소 대부분을 훔친다. 목장 주인 딕슨 씨는 남은 소인 쇼 소 매기를 펄에게 판다. 펄은 패치 오브 헤븐이라는 작은 농장을 운영하는 친절한 노부인이다.
지역 보안관 샘은 펄에게 사흘 안에 은행에 돈을 갚지 않으면 농장이 최고 입찰자에게 팔릴 것이라고 말한다. 이를 들은 매기는 농장 소 그레이스와 캘러웨이 부인을 설득하여 자신과 함께 마을로 가서 박람회에서 상금을 타오자고 한다. 소들이 마을에 있는 동안, 리코라는 현상금 사냥꾼이 범인을 데려다주고 보상을 받으며, 자신의 말이 쉬는 동안 대체할 말을 찾는다. 그를 숭배하는 샘의 말 벅은 리코를 설득하여 자신을 데려가게 한다. 이를 본 매기는 슬림을 잡는 현상금이 펄의 빚을 갚을 수 있다는 것을 알게 되고, 다른 소들을 설득하여 현상금을 모아 패치 오브 헤븐을 구하자고 한다.
그날 밤, 그들은 두 롱혼 배리와 밥에게 반하여 큰 수소 무리 사이에 숨는다. 슬림은 그의 들소 주니어의 등에 타고 조카들인 윌리들과 함께 도착한다. 매기가 공격하기 전에 슬림은 요들을 부르기 시작하고, 이는 음치인 그레이스를 제외한 모든 소들을 최면에 빠뜨려 슬림이 그들을 이끌고 가게 한다. 그레이스는 매기와 캘러웨이 부인을 정신 차리게 하지만, 슬림은 산사태를 이용하여 도주를 감춘다. 간발의 차이로 슬림을 놓친 리코와 그의 부하들은 다음 움직임을 논의하고, 벅은 소들과 말다툼을 벌인다. 리코는 벅이 소들을 무서워한다고 오해하고 그를 샘에게 돌려보낸다. 그러나 벅은 자신의 가치를 증명하기 위해 슬림을 직접 잡기로 결심하고 탈출한다.
소들은 벅보다 먼저 슬림을 잡기 위해 계속 수색하지만, 돌발홍수로 인해 벅의 흔적을 잃고 싸움이 일어난다. 캘러웨이 부인은 매기가 복수만을 원하며 패치 오브 헤븐은 그녀 없이 더 나을 것이라고 생각한다. 도중에 소들은 나무 의족을 가진 잭래빗 럭키 잭과 합류하는데, 럭키 잭도 자신의 집인 오래된 광산을 슬림에게 잃었다. 소들은 그를 따라가기로 결정하고, 캘러웨이 부인과 매기는 농장이 구해진 후 각자 갈 길을 가기로 합의한다. 럭키 잭의 도움으로 소들은 슬림이 광산을 자신의 은신처로 개조하고 이전 후원자들로부터 소를 훔쳐 그들이 땅을 지탱할 수 없게 만들었다는 것을 발견한다. 그 후 경매가 발생하면 그는 존경받는 사업가 "얀시 오델"로 위장하여 훔친 소를 팔아 번 돈으로 그들의 땅을 사들인다.
소들과 잭은 슬림을 잡고, 윌리들과 리코가 추격하는 가운데 패치 오브 헤븐으로 서둘러 돌아온다. 리코가 슬림을 위해 일한다는 것을 알게 된 낙담한 벅은 소들이 그와 싸우는 것을 돕고, 그 과정에서 훔친 소들을 풀어준다. 슬림은 탈출하여 패치 오브 헤븐을 사기 위해 변장하지만, 소들은 그를 따라잡고 벅, 잭, 그리고 패치 오브 헤븐의 나머지 농장 동물들과 힘을 합쳐 그를 물리치고 정체를 폭로한다. 샘이 슬림을 체포하자, 펄은 현상금을 사용하여 농장을 구한다.
처음에 캘러웨이 부인(매기를 좋아하게 된)과 그레이스는 매기가 떠난 것처럼 보여 슬퍼하지만, 매기가 남기로 결정한 것을 보고 기운을 되찾는다. 세 마리의 소들은 배리, 밥, 주니어와 함께 스퀘어 댄스를 추며 축하하고, 럭키 잭과 염소 젭이 이야기를 끝내고 캘러웨이 부인, 그레이스, 그리고 나머지 농장 동물들이 주립 박람회에서 쇼 가축으로 상을 받은 것을 보여준다.

## 출연

### 주연
- G.W. 베일리
- 로잔느 바
- 보비 블락
- 스티브 부세미
- 캐롤 쿡
- 찰리 델
- 주디 덴치
- 찰스 데니스
- 마샬 에프론
- 조 플래허티
- 쿠바 구딩 쥬니어
- 제니퍼 틸리

### 조연
- 찰스 하이드
- 에스텔 해리스
- 랜스 르걸트
- 샘 J. 레빈
- 랜디 퀘이드
- 앤 리차즈
- 리차드 리엘
- 키튼 세비지
- 로스 사이맨테리스
- 마크 월튼
- 패트릭 워버튼
- 데니스 위버

## 기타
- 각색: 돈 홀
- 각색: 제이슨 레스코
- 각색: 브라이언 피멘털
- 각색: 데이빗 모즈 피멘텔
- 각색: 랠프 존다그
- 각색: 키스 백스터
- 협력프로듀서: 데이빗 J. 스테인버그
- 미술: 데이빗 커틀러
- 배역: 매튜 존 벡
- 배역: 메리 히달고

## 음악
- "(You Ain't) Home on the Range"
- "Little Patch of Heaven"
- "Yodel-Adle-Eedle-Idle-Oo"
- "Will the Sun Ever Shine Again"
- "Wherever the Trail May Lead"
- "Anytime You Need a Friend"